# Evangelische Kirche Frankenhain (Schwalmstadt)

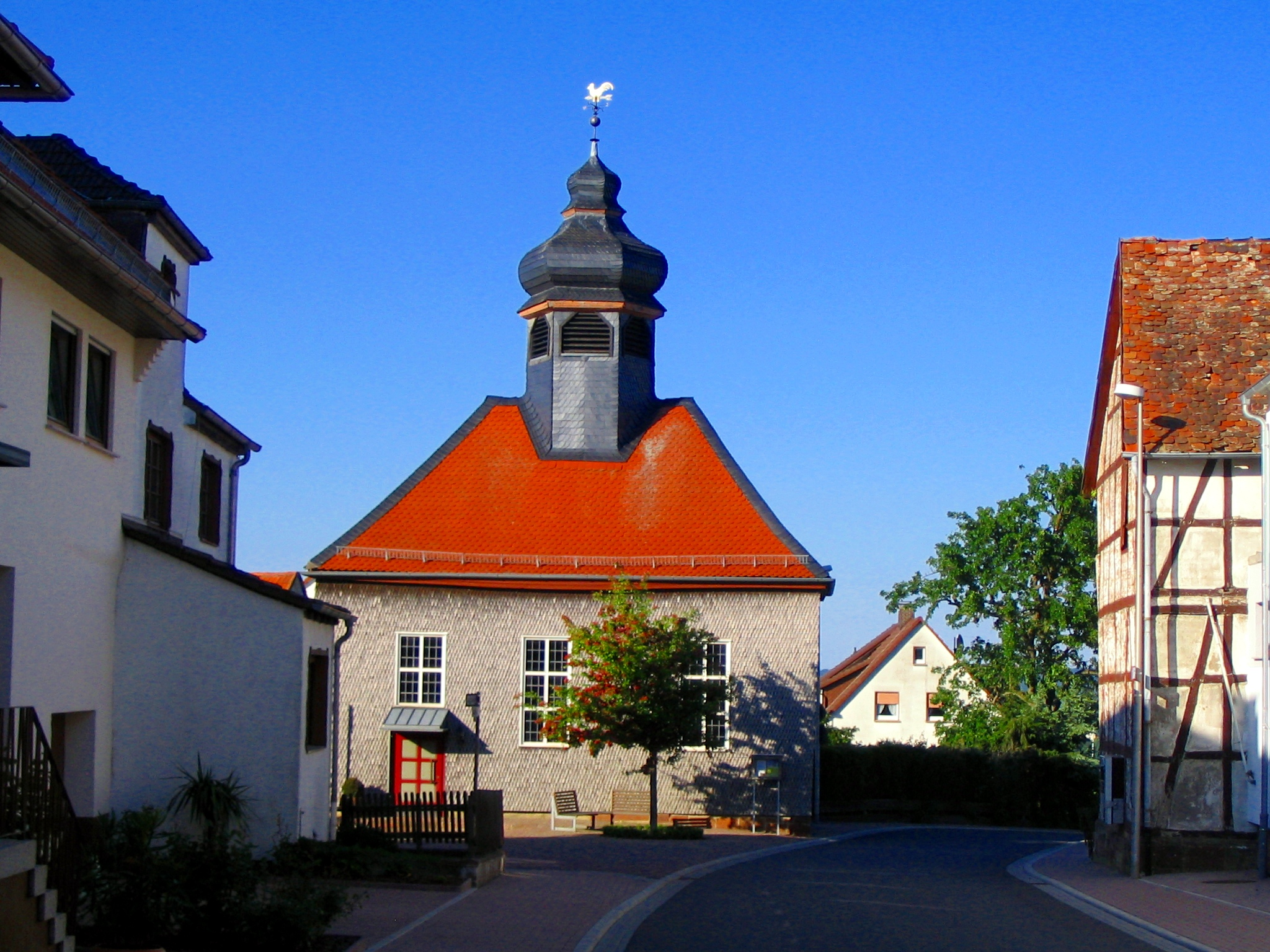
Evangelische Kirche Frankenhain

Die Evangelische Kirche Frankenhain ist ein denkmalgeschütztes Kirchengebäude, das im Ortsteil Frankenhain von Schwalmstadt im Schwalm-Eder-Kreis (Hessen) steht. Die Kirche gehört zur Kirchengemeinde Franz von Roques in Schwalmstadt im Kirchenkreis Schwalm-Eder der Evangelischen Kirche von Kurhessen-Waldeck.

## Beschreibung
Die mit Schindeln verkleidete Fachwerkkirche wurde am 24. August 1755 eingeweiht. Sie ist mit einem Walmdach bedeckt, aus dem sich ein sechsseitiger, schiefergedeckter Dachreiter erhebt, auf dem eine bauchige Haube sitzt.